# Londres (Argentina)
Londres, en Argentina, es una localidad turística de la provincia de Catamarca, en el departamento Belén, a la vera de la Ruta Nacional 40 y al pie de las sierras del Shincal, a 1.276 m s. n. m., en cercanías del río Quinmivil.
Fue la primera localidad fundada por españoles en Catamarca y la segunda en el actual territorio argentino, luego de Santiago del Estero. Se encuentra a 281 km de la capital provincial (pasando por Aimogasta, provincia de La Rioja).

## Ubicación
Se encuentra en el kilómetro 4.075 de la Ruta Nacional 40, a 15 km de la ciudad de Belén y a 297 km de San Fernando del Valle de Catamarca.
Se llega desde la capital provincial por la RN 38 hasta la Quebrada de la Cébila, accediendo luego a la ciudad de Aimogasta (La Rioja) por la RN 60 para continuar por la RN 40 en el empalme de Cerro Negro.

## Historia
Junto a las posteriormente fundadas Córdoba de Calchaquí y Cañete pretendían constituirse en un cinturón defensivo para la primitiva ciudad de Santiago del Estero frente al alzamiento indígena que daría lugar a las guerras calchaquíes. Estas guerras determinaron que Londres cambiara repetidas veces de ubicación, mientras que las otras dos ciudades sucumbieron.

### Primera fundación en el actual territorio catamarqueño
Hernán Mejía de Mirabal exploró la región por primera vez en la búsqueda del mejor emplazamiento para el nuevo asentamiento.
Finalmente la ciudad fue fundada por el capitán Juan Pérez de Zurita junto al río Quinmivil con el nombre de Londres de la Nueva Inglaterra el 24 de junio de 1558 —muy próxima a la presente localidad de Londres que a su vez se encuentra cerca de la actual ciudad de Belén— siendo en esos tiempos el título de ciudad equivalente al de capital.
Esta población tenía bajo su jurisdicción cuatro cuencas, la de Belén, Santa María, Tinogasta-Fiambalá y la de Andalgalá.

### Segunda fundación
La ciudad fue trasladada al valle de Huasán cerca de la actual ciudad de Andalgalá en 1562 por Gregorio de Castañeda. Esta ciudad tenía la misma jurisdicción que la anterior pero sería despoblada a mediados de 1563.

### Fundación en actual territorio riojano
En 1591, el gobernador tucumano Juan Ramírez de Velasco refunda Londres en los llanos riojanos con el nombre de Todos los Santos de la Nueva Rioja con la misma jurisdicción que la anterior, incluida la región de la puna catamarqueña que es el actual departamento Antofagasta de la Sierra.

### Tercera fundación en territorio catamarqueño
El 24 de mayo de  1607, Londres se refunda en suelo catamarqueño —en el lugar donde actualmente se encuentra la ciudad de Belén que a su vez sería erigida el 20 de diciembre de 1681 por el teniente de gobernador salteño Bartolomé de Olmos y Aguilera— por una orden al teniente de gobernador riojano Gaspar Doncel de parte del gobernador tucumano Alonso de Rivera.
Esta ciudad tendría la misma jurisdicción que las dos primeras fundaciones. Ese mismo año, el obispo Juan Fernando de Trejo y Sanabria crearía el Curato de Londres, que comprendía la región oeste y la puna catamarqueña.

### Cuarta fundación en su lugar de origen
En el año 1612, por decisión de Luis de Quiñones Osorio, gobernador del Tucumán, Londres fue trasladada a su lugar original en el valle de Quinmivil —en las cercanías de la actual Londres— con el nombre de San Juan Bautista de la Paz.
Luego de 18 años, en 1630, este asentamiento fue abandonado porque sus pobladores no podían soportar las permanentes agresiones producidas por el alzamiento de los aborígenes hualfines, y se refugiaron en La Rioja.

### Quinta fundación y origen de San Fernando del Valle de Catamarca
La ciudad se refunda el 15 de septiembre de 1633 por el general Jerónimo Luis de Cabrera II y Garay —en lo que actualmente es el de departamento Pomán— con el nombre de San Juan Bautista de la Rivera de Pomán, hasta que por real cédula del 16 de agosto de 1679 fuera nuevamente trasladada a otro sitio, siendo el valle de Catamarca el elegido. La jurisdicción de Londres pasó a la de San Fernando del Valle de Catamarca, fundada el 5 de julio de 1683 y agrandada con territorio de Santiago del Estero, San Miguel de Tucumán y La Rioja, a excepción de los pueblos de Machigasta y Aimogasta y del valle Vicioso, que fueron transferidos a la ciudad de La Rioja.

## Toponimia

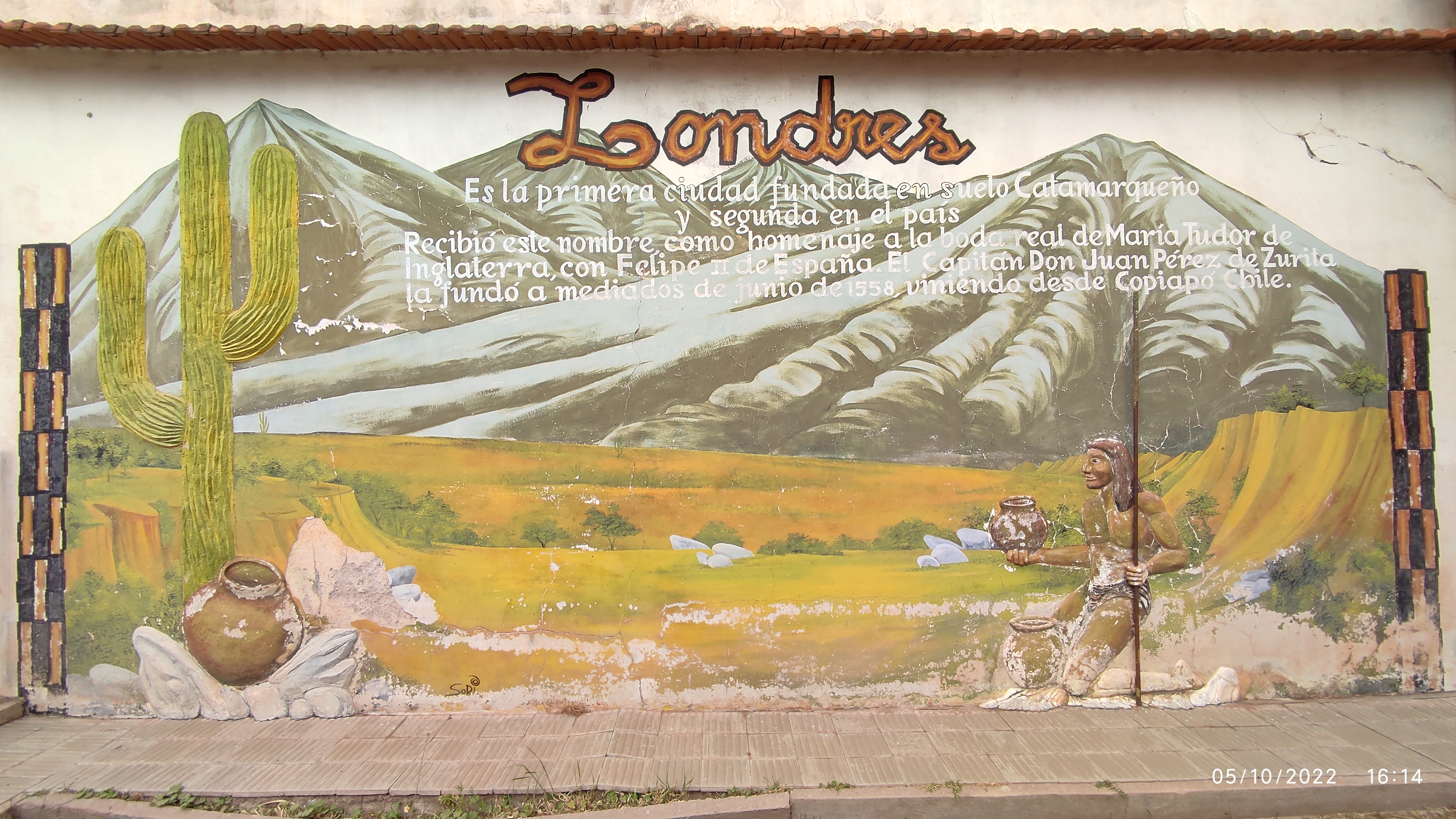
Mural en el jardín de la biblioteca popular Manuel Lainez sobre los motivos del nombre de la ciudad

La primera fundación se realizó bajo la denominación de Londres de la Nueva Inglaterra, en homenaje a Londres, la ciudad natal de la reina María Tudor, esposa del rey Felipe II de España, quienes contrajeron matrimonio real en 1553. Las posteriores fundaciones conservaron con algunas variantes el nombre de Londres, hasta llegar a su denominación actual.
La primera Londres fue fundada en los diaguitas-calchaquíes, en 1558 por Juan Pérez de Zurita, en el valle oriental de la sierra Famatina, hoy provincia La Rioja, donde tenían las minas los Incas. Allí en ese mismo valle de Londres, en 1591, el gobernador don Juan Ramires de Velasco fundó la Ciudad de todos los Santos de la Nueva Rioja. Londres se mantuvo en este valle más de tres años hasta que llegó Gregorio de Castañeda y le cambió el nombre por el de "Ciudad de Villagra." Meses después, esta ciudad fue destruida, dado la hostilidad que creó Castañeda, por rebelión de los diaguitas-calchaquies. Posteriormente la segunda Londres fue refundada en 1607, en suelo catamarqueño, por una orden de Alonso Martínez de Rivera a Gaspar Doncel, gobernador de La Rioja.
Fuente de información: "Nueva crónica de la conquista del Tucumán" de Roberto Levillier. "Toponimia riojana" de Dardo de la Vega Díaz. Historias en los Capayanes de Héctor D. Páez.

## Turismo
Londres y sus alrededores son una zona turística por excelencia: existen importantes atractivos turísticos, como antiguas iglesias y construcciones, hermosos paisajes de cerros y montañas y zonas prácticamente vírgenes, lo que demuestra el gran potencial que tiene este bendito valle para convertirse en un destino turístico por excelencia. Además, la cultura y las tradiciones se mantienen vivas con el paso de los siglos, pudiéndose reconocerlas en sus artesanías y costumbres.

### Ciudad de Londres
El poblado londrino tiene una curiosa configuración urbanística, con dos plazas, dos iglesias y dos escuelas primarias pertenecientes a dos bandas separadas por el Río Hondo y que entre los lugareños se las denomina "la de arriba" y "la de abajo".
- Frente a la "plaza de arriba", denominada Hipólito Irigoyen, está la iglesia de La Inmaculada Concepción, Monumento Histórico Nacional   y el Museo Folclórico. A un par de cuadras se encuentran la escuela primaria N.º 222 y la Escuela Secundaria N.º 30.
- Frente a la "plaza de abajo", denominada Eusebio Colombres, aparte de ser actualmente el casco céntrico y comercial, se encuentra la iglesia de San Juan Bautista y, en la misma manzana, la escuela primaria N.º 289. También se encuentran en inmediaciones de esta plaza: el edificio municipal, la comisaría, la oficina de información turística, una centenaria biblioteca popular, el hospital, el Registro Civil, el Juzgado de Paz, y demás oficinas y organismos de la sociedad civil.

### Atractivos

#### Museo folclórico
Una casona de finales del siglo XVII cobija este museo que está dedicado a la defensa, difusión y conservación de las costumbres, creencias, artes y saberes populares de nuestro pueblo y del noroeste argentino.
Se inauguró el 26 de octubre de 2017 y fue creado por la Fundación Azara y el Municipio de Londres, con el apoyo de las áreas de Turismo y Cultura del Gobierno de Catamarca, como así también del Ministerio de Ciencia y Tecnología de la Nación 

#### Ruta del Telar(enlace rotodisponible enInternet Archive; véase elhistorial, laprimera versióny laúltima).
El Museo folklórico es la posta cero de la Ruta del Telar, un camino que nos lleva a recorrer hasta nueve localidades del departamento Belén, y que aquí en Londres visita a 8 artesanos, quienes les brindarán su calidez y sabiduría, demostrando sus técnicas y secretos para lograr las más variadas y excelsas prendas de lana de oveja, llama y pelo de vicuña.

#### Iglesia de San Juan Bautista
La iglesia de San Juan Bautista, se encuentra ubicada en el barrio Londres Este, sobre calle San Juan, Frente de la plaza José Eusebio Colombres. Este es el principal templo católico del pueblo y se destaca por cobijar al Santo Patrono de Londres, Juan el Bautista.
Aunque la construcción data de 1736, su campanario es mucho más reciente, ya que por registros fotográficos y la inscripción grabada en el mismo comprueban que fue construido en 1930. Sin embargo, este campanario alberga campanas muy antiguas, ya que tienen forjadas la frase: “San Juan Bautista de Londres Año 1607”. Justamente, según los registros históricos, este año se evoca la tercera de las fundaciones de este pueblo en el Valle de Famayfil y el momento de la creación del primer curato.

#### Iglesia de la Inmaculada Concepción
La iglesia de la Inmaculada Concepción se encuentra ubicada en el barrio Londres Oeste sobre Ruta N.° 40, frente a la plaza Hipólito Irigoyen. La capilla tiene un largo de 25 metros y de ancho de 8 metros y su construcción data de 1825 en adelante. La imagen de la Inmaculada Concepción es la patrona principal de este templo y se destaca por tener grabado en sus espaldas “Tomas Cabrera Año 1772”, lo que la convierte en una imagen con más de 225 años de antigüedad.

#### Campingmunicipal El Molino
Este lugar paradisiaco es denominado El Molino por la antiquísima presencia del único Molino Harinero de Londres. Tan antiguo como el pueblo, pero acondicionado como camping municipal. Se ofrece una variada gama de servicios, a saber, quinchos, asadores, piletas, canchas de fútbol y vóley playero, entre otros.

#### Molino Histórico
Este histórico molino hidráulico fue utilizado comunalmente en siglos pasados para la elaboración de harinas y donde se podía moler también pimientos, comino y sal, aprovechamiento de la fuerza motriz del agua que descendía en pendiente canalizada por una acequia.
Este molino histórico estaba integrado a una antigua finca que más recientemente dio origen al camping municipal del mismo nombre y actualmente integra el patrimonio del Museo Folklórico de Londres.

#### Canal Colgante y Establecimiento Minero + Piedra Raja
Este es un símbolo en la historia económica, social y cultural de Londres, construido aproximadamente en 1930. Ubicado en el barrio El Canal, este sector del Río Hondo muestra , por un lado, la ingeniería de la época para construir un canal que permita pasar por lo alto el cauce del río de una orilla a la otra, y, por otro lado, la estructura de un viejo Establecimiento minero, el cual posibilitaba la Purificación y Molienda de Wólfram, mineral que se extraía de la Mina de San Antonio (ubicado en las adyacencias del paraje la Ramada), y donde el agua, con su poder torrentoso, aportaba la fuerza motriz para el funcionamiento de la maquinaria.
Como un legado histórico y ancestral que se puede visitar y se debe cuidar, a pocos metros de estas construcciones más recientes, aunque en una finca de propiedad privada, se encuentra la “Piedra Raja”, otra titánica obra del periodo incaico en el que se caló una hendidura en la piedra de la montaña para permitir el paso del agua de un lado a otro sin necesidad de bordearla.

#### El Chorro en Las Flores Amarillas
Cascada natural de 8 metros de alto aproximadamente en el sector conocido como “Las Flores Amarillas”. Se accede después de una caminata de dos horas aproximadamente, atravesando fincas y el curso del Río Infiernillo

#### Plazoleta "Virgen del Valle”
Esta plazoleta construida en los años 70 albergaba originalmente al monolito que los vecinos denominaban “el mapa”, demolido en el año 2007 y donde fue colocado al año siguiente la estatua en homenaje al Fundador Juan Pérez de Zurita, con motivo de los 450 años de la primera fundación del pueblo. Años más tarde, dicha estatua fue vandalizada y derribada, por lo que en el año 2021 se procedió a una nueva remodelación en la que se colocó una réplica de la imagen de la Virgen del Valle de 3 metros de alto y se le sumó letras corpóreas conformando la frase “Yo amo Londres”.

#### KM 4040
Emblemático mojón de la mítica RN 40, a pocos kilómetros de Londres. Éste es un lugar obligatorio en la ruta para pararse y tomarse una fotografía de recuerdo, observar el paisaje que lo rodea y la inmensidad de un lado que choca con las montañas del otro lado.

#### Cuesta de Zapata
Es la vieja traza de la Ruta Nacional 40, que nace en Londres y concluye en Tinogasta. Esta cuesta sigue el antiguo recorrido del Camino del Inca y actualmente es la ruta provincial N.º 3. Hoy por hoy es intransitable, por lo que se encuentra clausurada al libre tránsito.
El camino es angosto, de ripio y está plagado de cornisas y precipicios, por lo que los amantes del turismo aventura sí pueden recorrerla en motos enduro, por ejemplo, tomando las precauciones necesarias.

### Sitio Arqueológico "El Shincal de Quimivil"

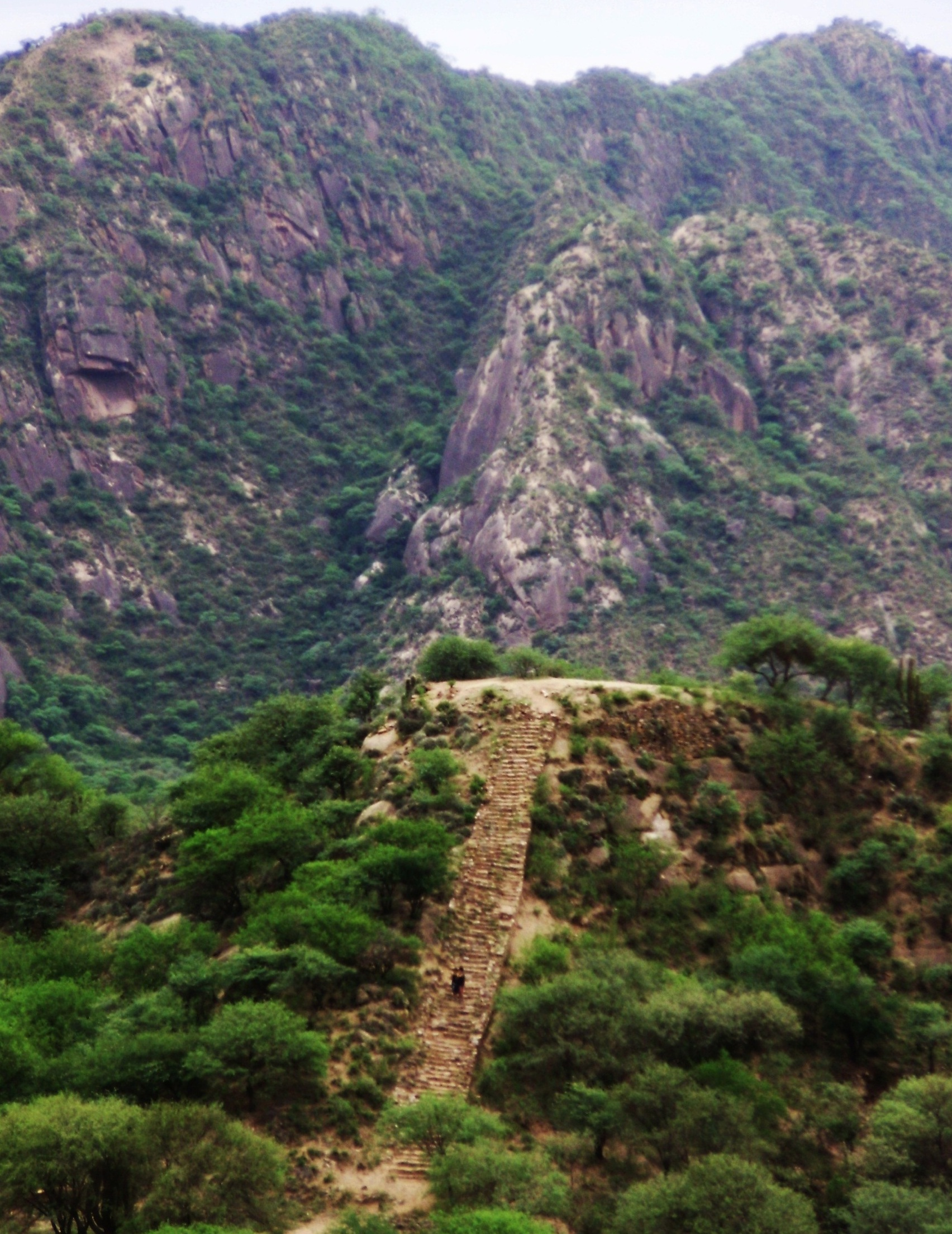
Cerro ceremonial aterrazado Este del asentamiento incaico de El Shincal de Quimivil.

Previamente denominado "Ruinas Inkas del Shincal", este sitio arqueológico es la joya más preciada del turismo en Londres y la región. Se ubica a 7 km de la plaza principal de Londres y comprende 21 ha, donde se ven reconstrucciones de numerosos recintos, escalinatas y senderos del centro urbano construido y habitado por los Inka entre 1471 y 1536.
Entre los años 2013 y 2015 se realizó la revalorización de El Shincal, que culminó con la inauguración de una nueva puesta en valor del sitio arqueológico y en la que se incorporaron nuevas estructuras edilicias, como el ingreso y el museo, y se demarcó senderos aptos para el tránsito de los vititantes. En el año 2019, en tanto, se realizó una segunda etapa de puesta en valor, con la creación de los proyectos COLLCA, TANTA y TOTEM INTERACTIVO.

### Festival Provincial de la Nuez
Londres es reconocida como la "Cuna de la Nuez", ya que se encuentra en un oasis de riego donde abundan las plantaciones de nogal. Anualmente se solía realiza esta celebración en el mes de enero, con la presentación de artistas locales, provinciales y nacionales. 
Esta fiesta popular se convirtió en Fiesta Provincial en el año 1982, siendo su tradicional sede el Club Racing de Londres. En julio de 2019, el entonces Diputado Nacional, el Ingeniero Eduardo Brizuela del Moral, presentó en su respectiva Cámara el proyecto de Ley para declarar a este festival como "Fiesta Nacional", pero el proyecto se encuentra estancado y no avanzó más allá de la presentación en la comisión de la cámara de origen.
Por otra parte, la última edición de este festival data del año 2017, discontinuándose su realización hasta el momento por diversas razones.

## Población
Cuenta con 2,456 habitantes (Indec, 2010), lo que representa un incremento del 15% frente a los 2,134 habitantes (Indec, 2001) del censo anterior.
| Gráfica de evolución demográfica de Londres entre 1991 y 2010 |
|                                                               |
| Fuente: Censos nacionales del INDEC                           |

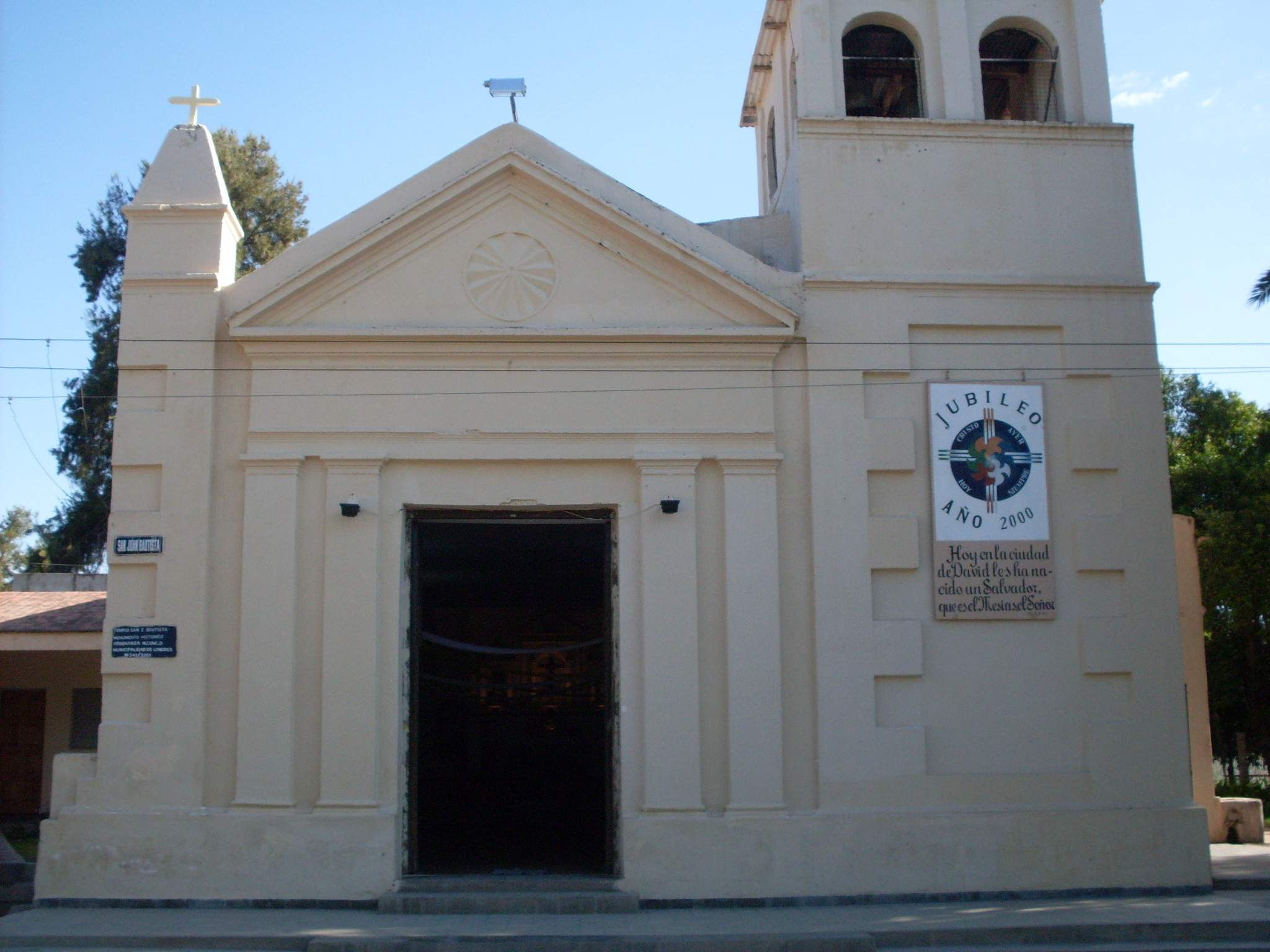
Templo San Juan Bautista
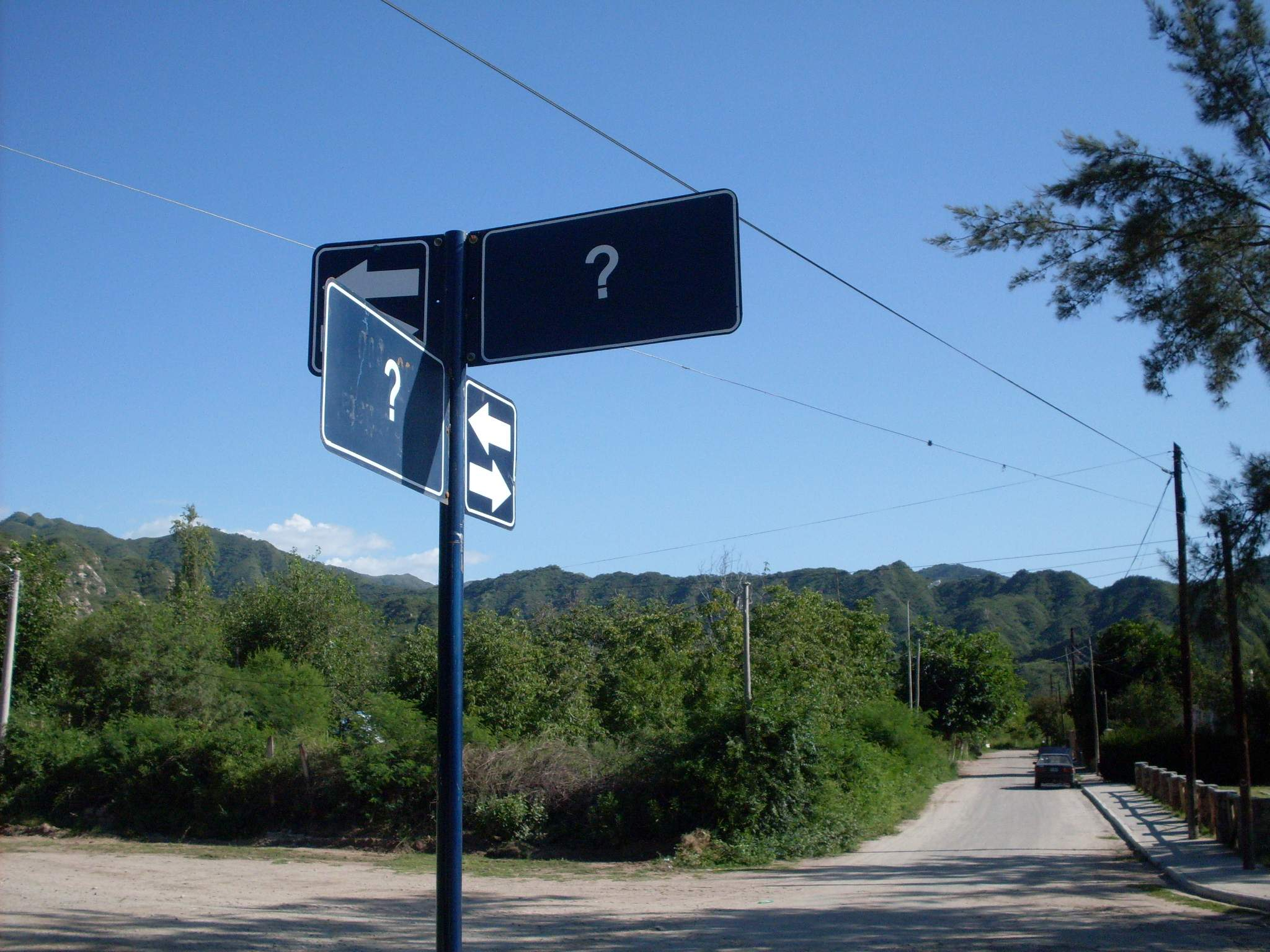
Curiosos carteles de señalamiento de calles en Londres
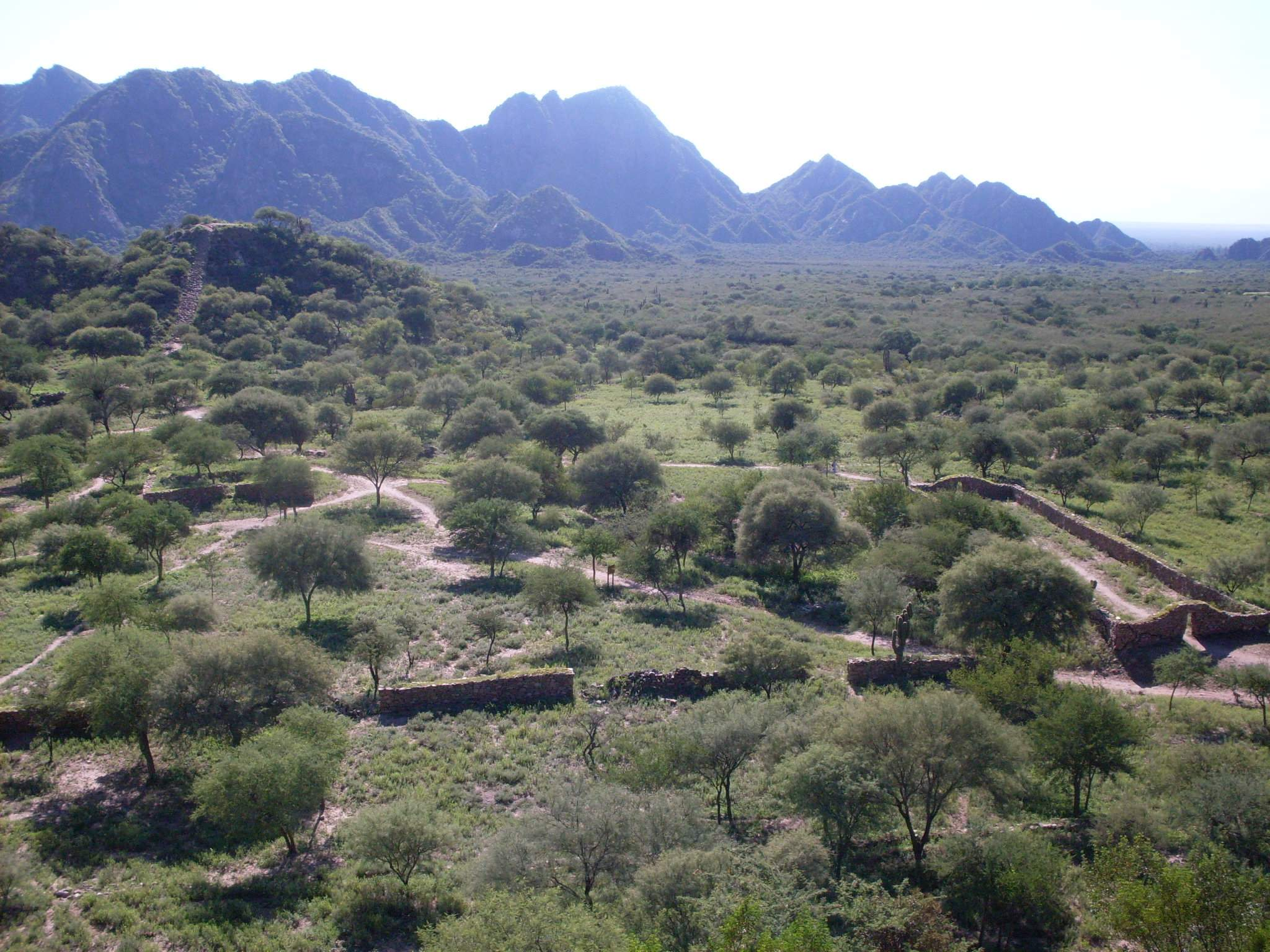
Ruinas del Shincal
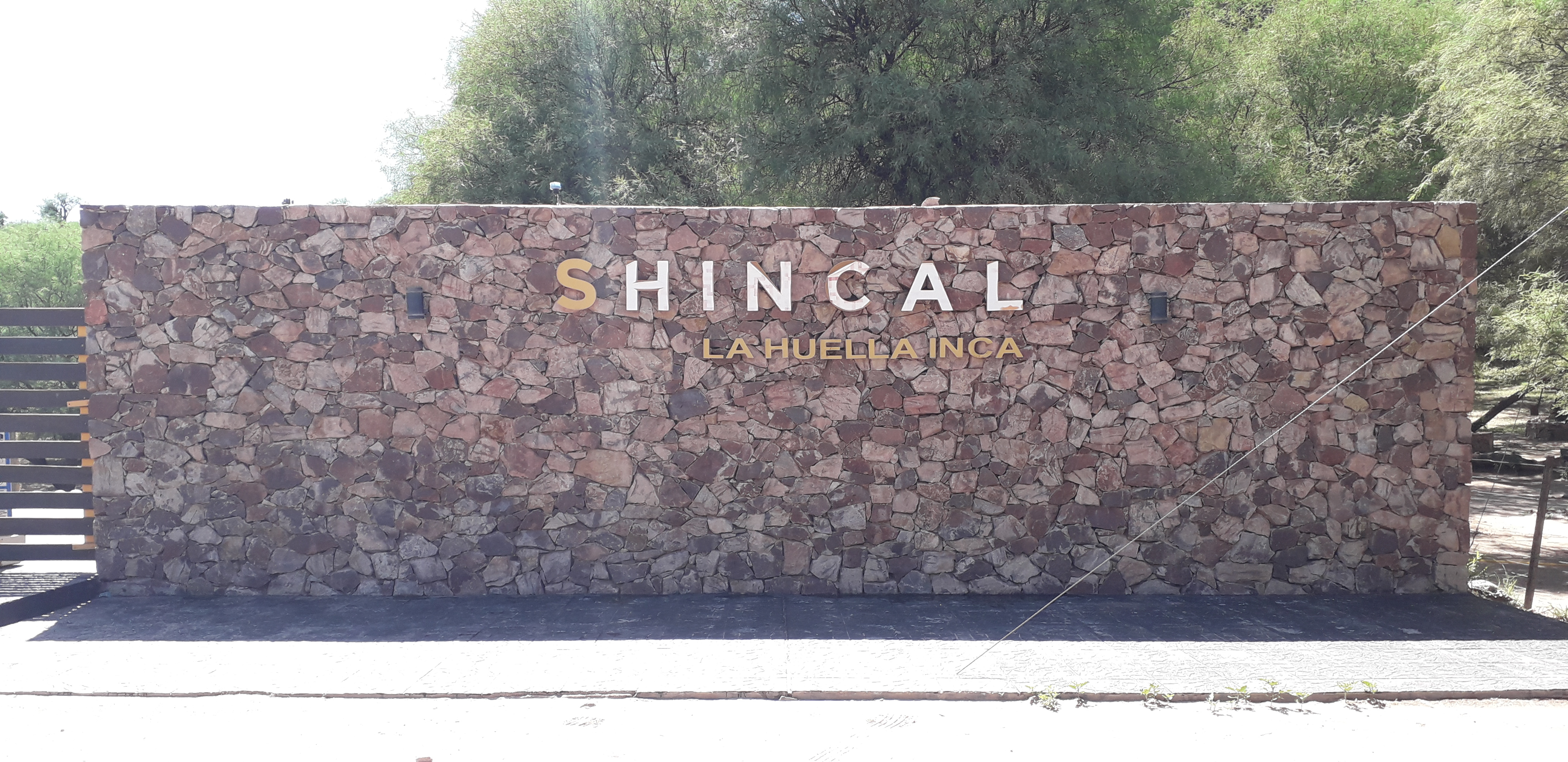
Portal de Ingreso al Sitio Arqueológico "Shincal de Quimivil"
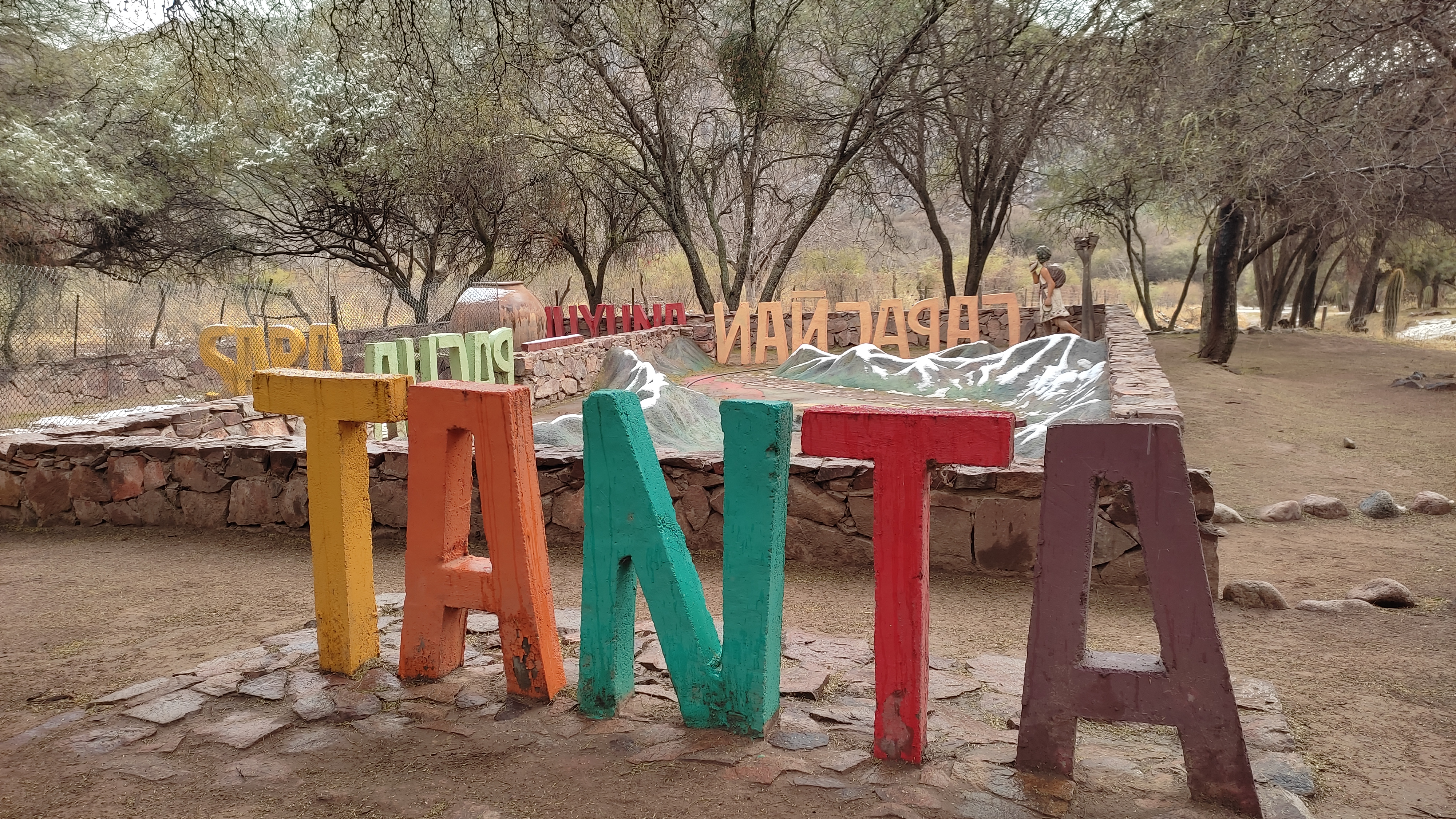
Espacio TANTA en el Sitio Arqueológico "El Shincal"
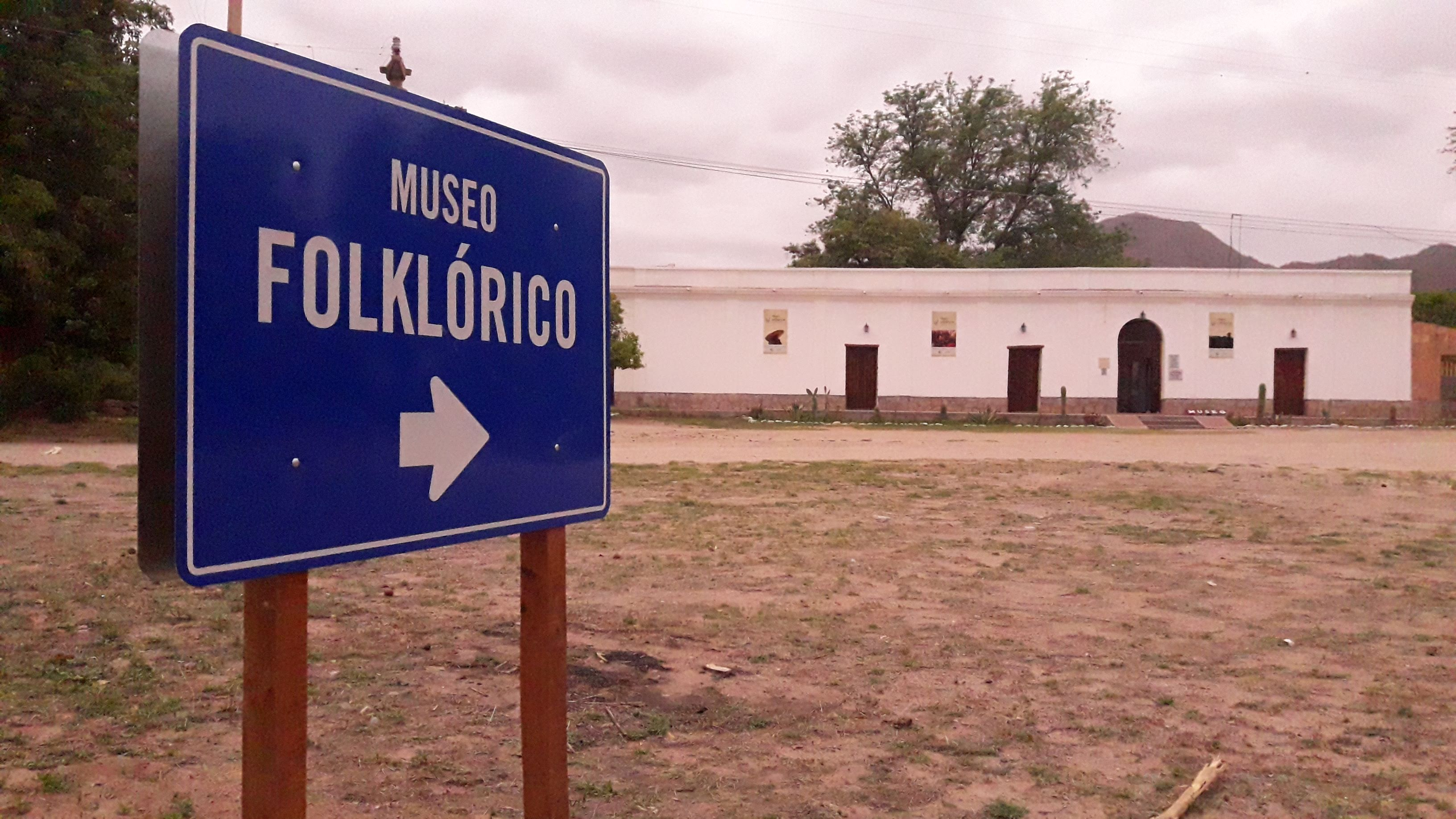
Museo Folklórico
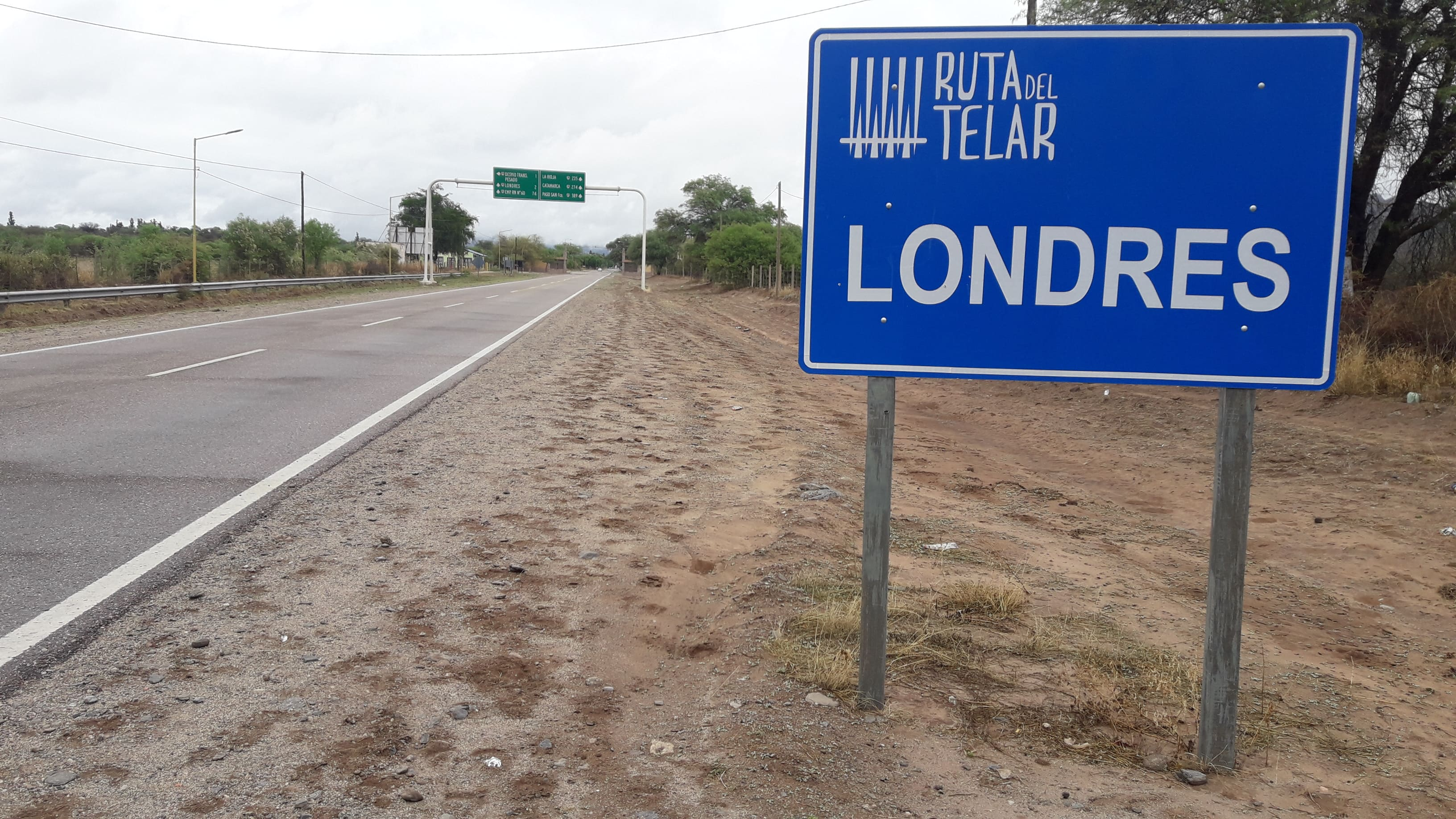
Ruta del Telar
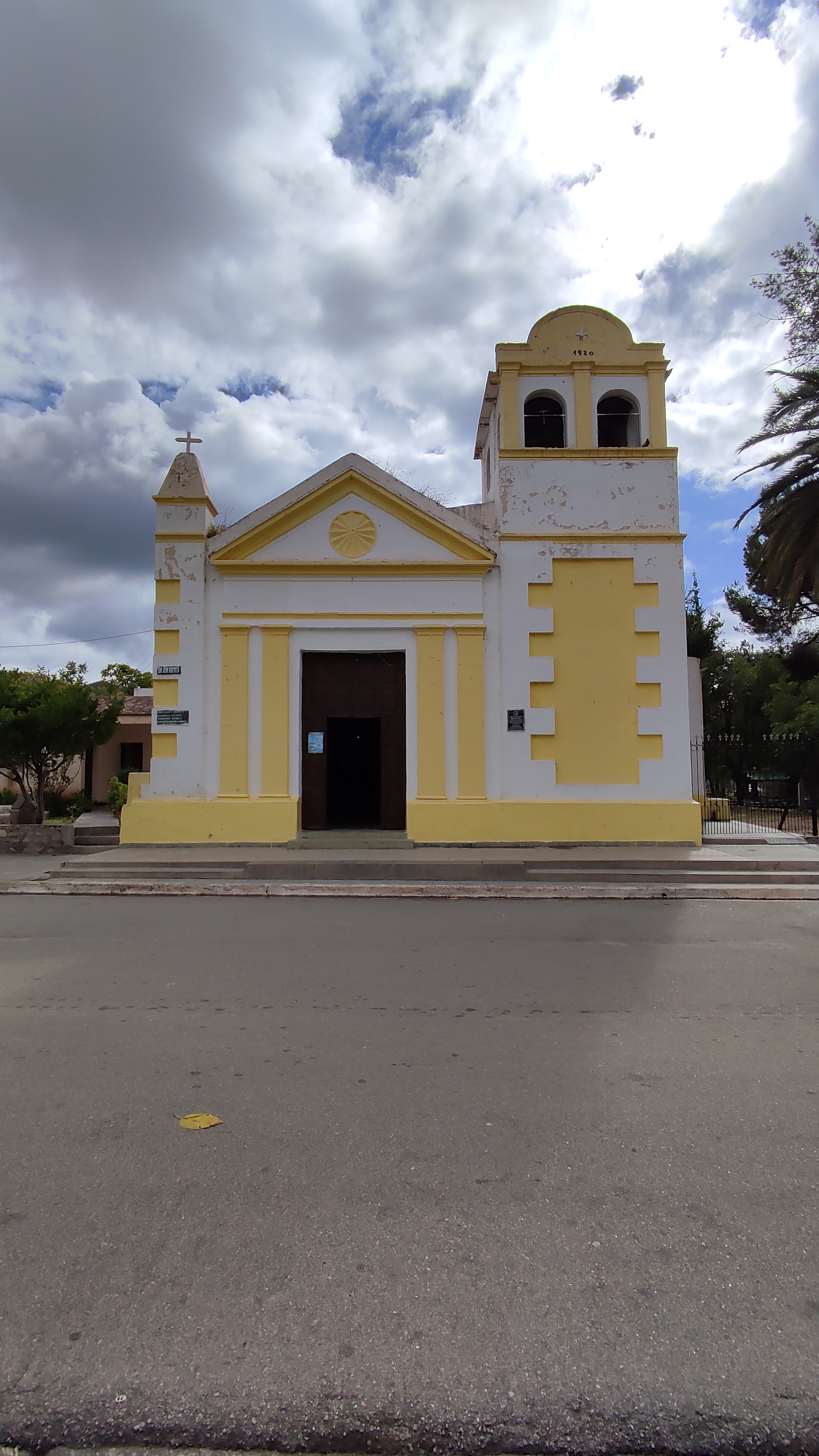
Iglesia San Juan Bautista - mayo 2022
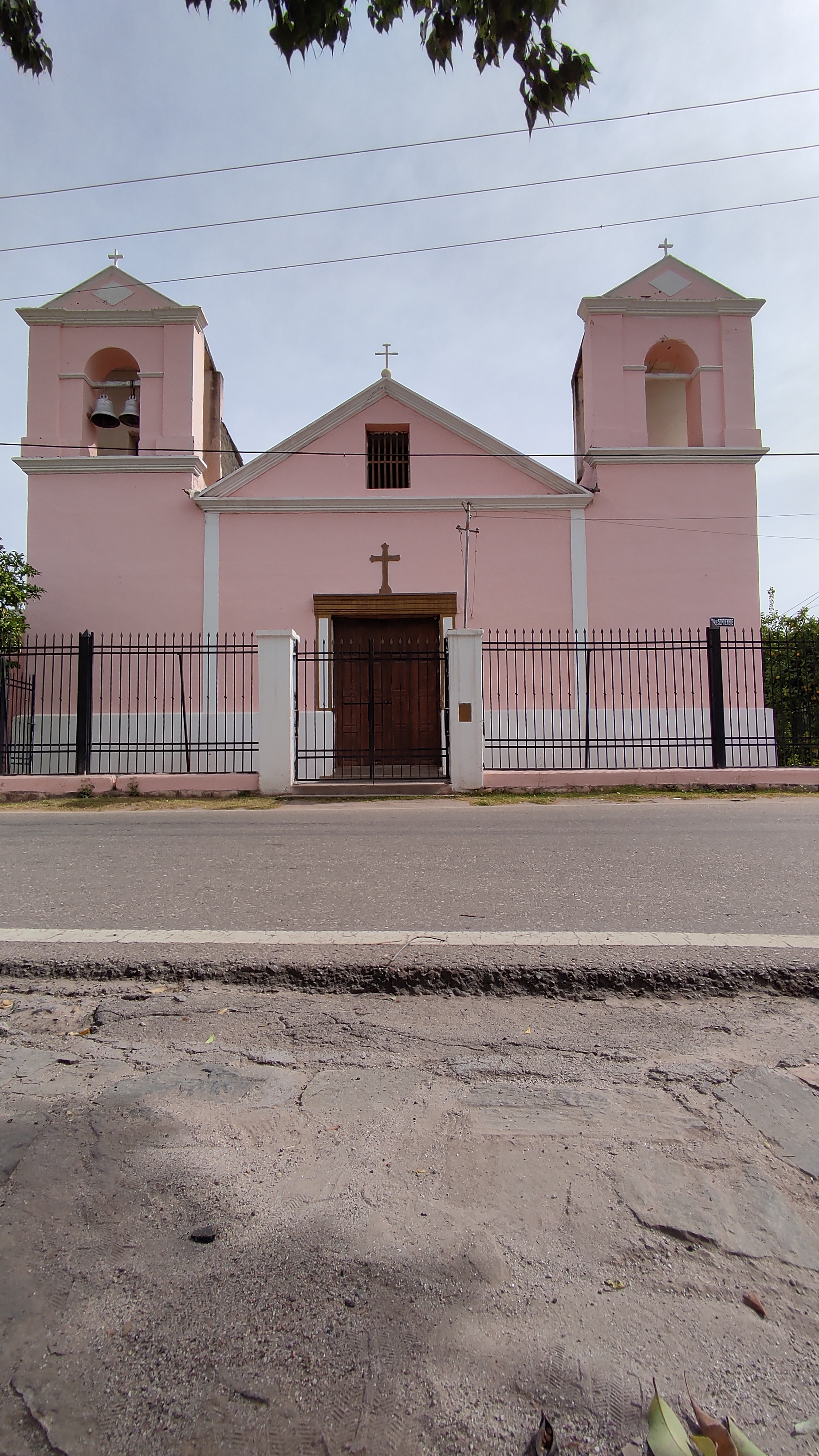
Iglesia Inmaculada Concepción - mayo 2022
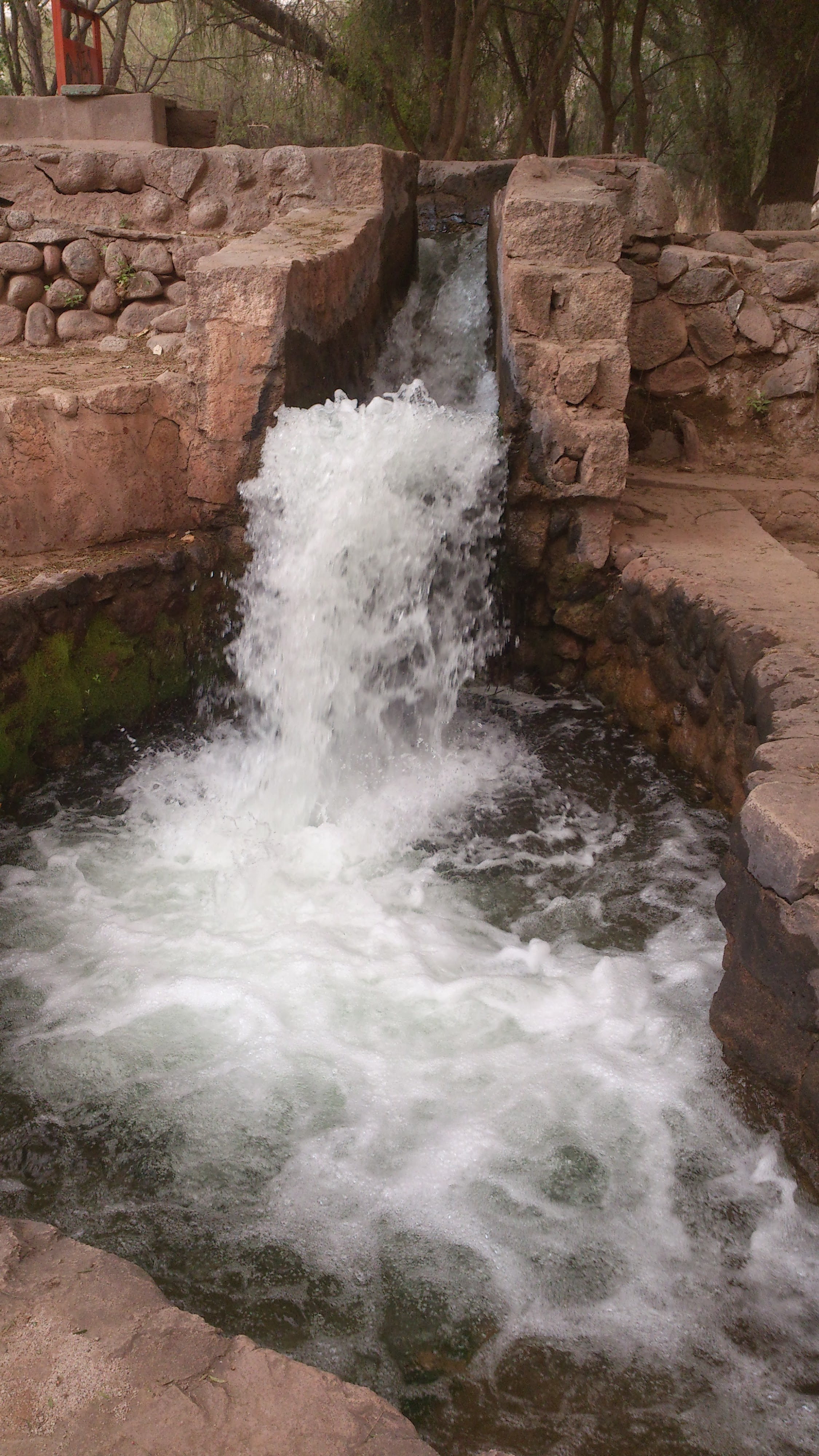
Cascada Artificial construida en el Balneario "El Molino"
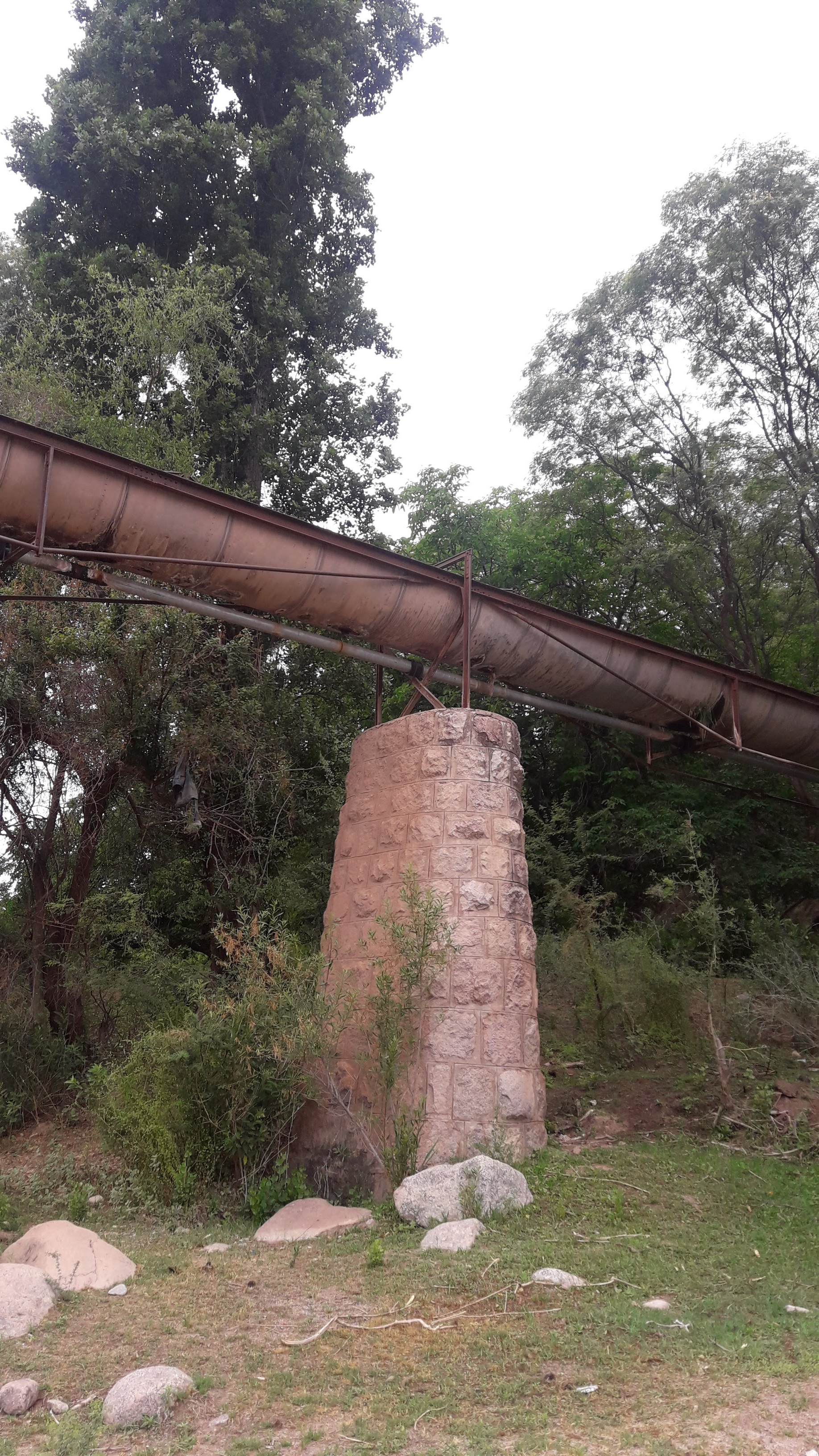
Canal Colgante sobre el Río Hondo de Londres (Argentina)
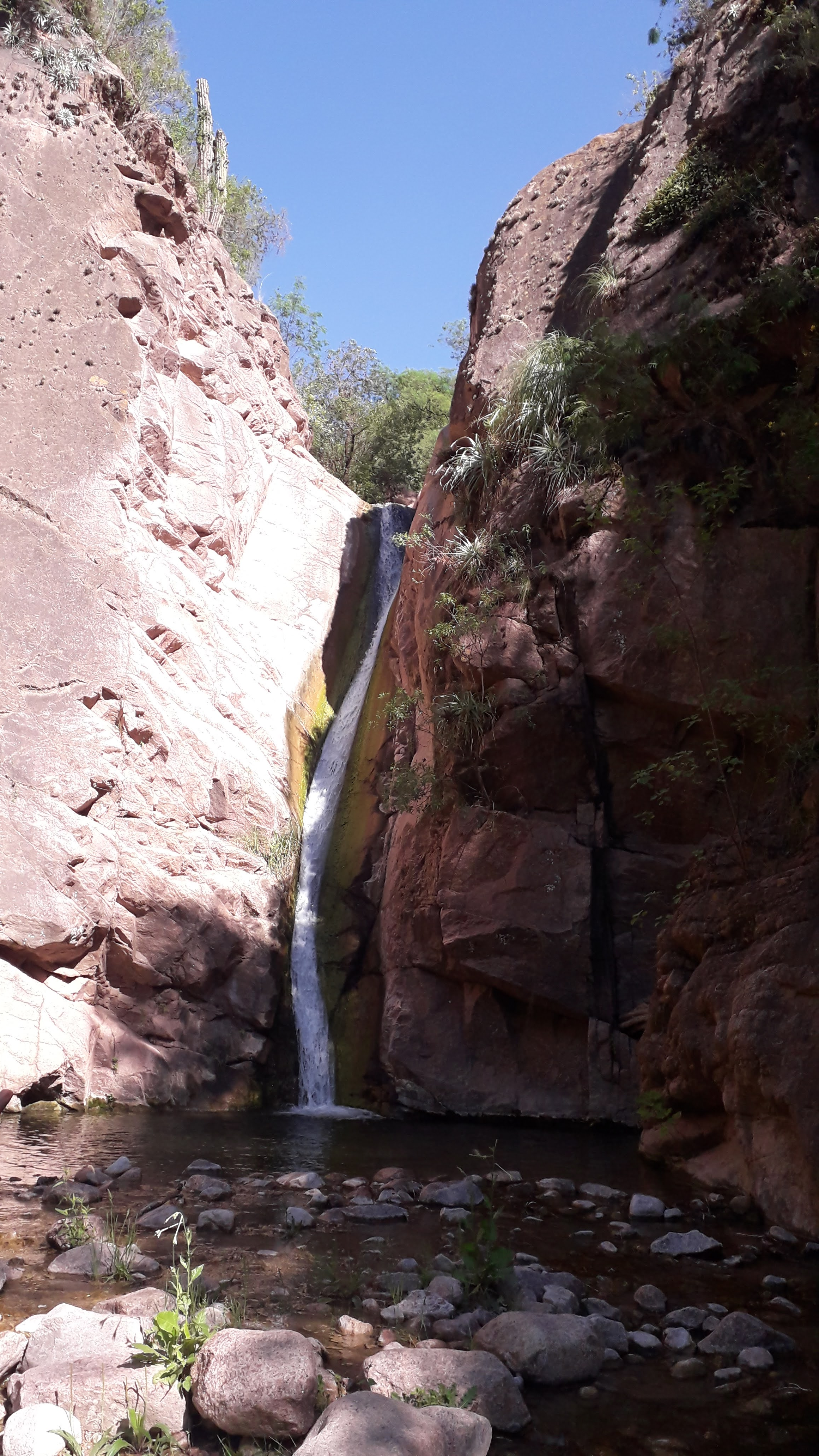
Salto "El Chorro" en el Sector Flores Amarillas (El Shincal)
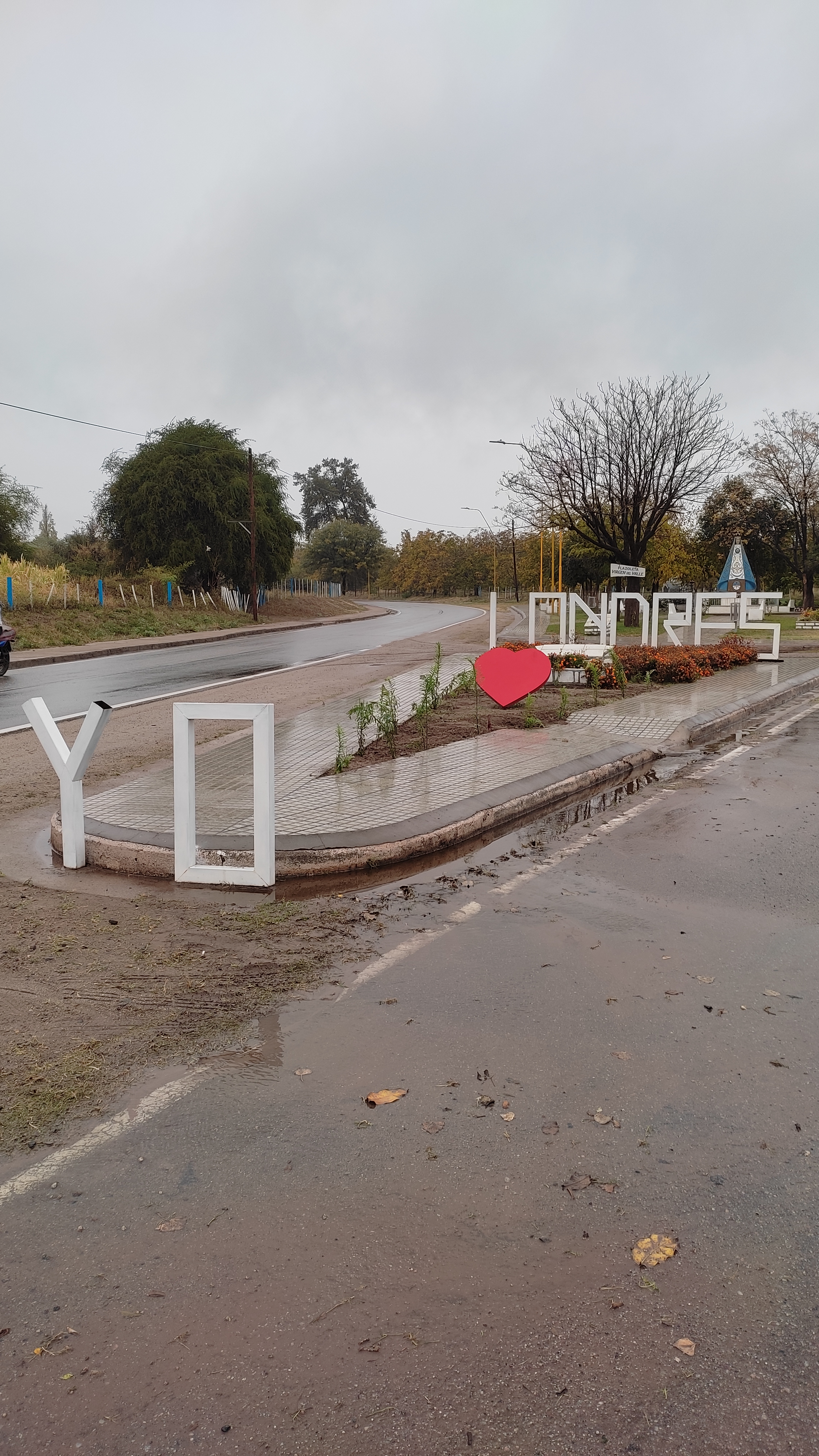
Plazoleta Virgen del Valle - Acceso Este
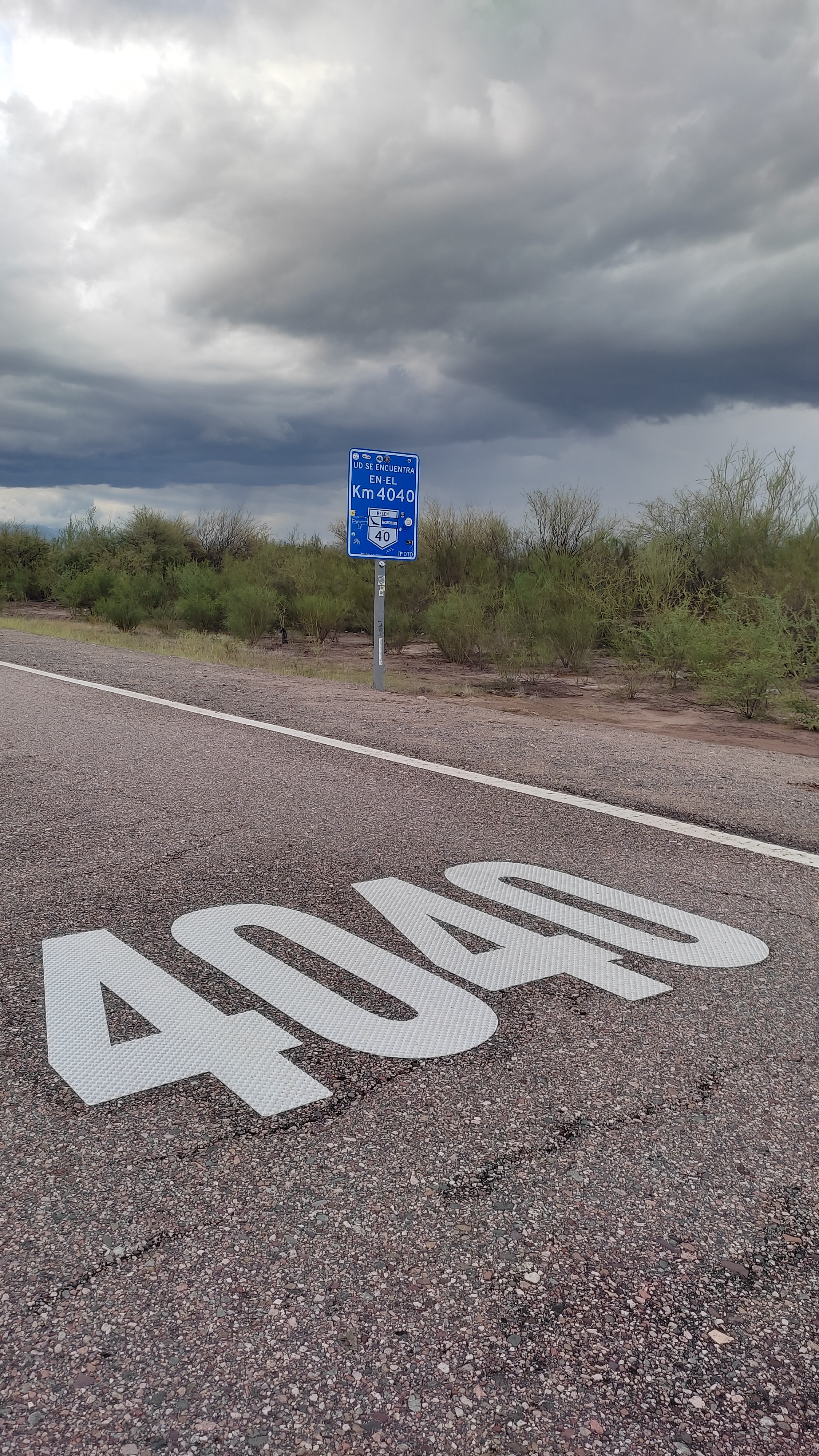
Mojón del Kilometro 4040 de la Ruta 40 camino a/desde Londres
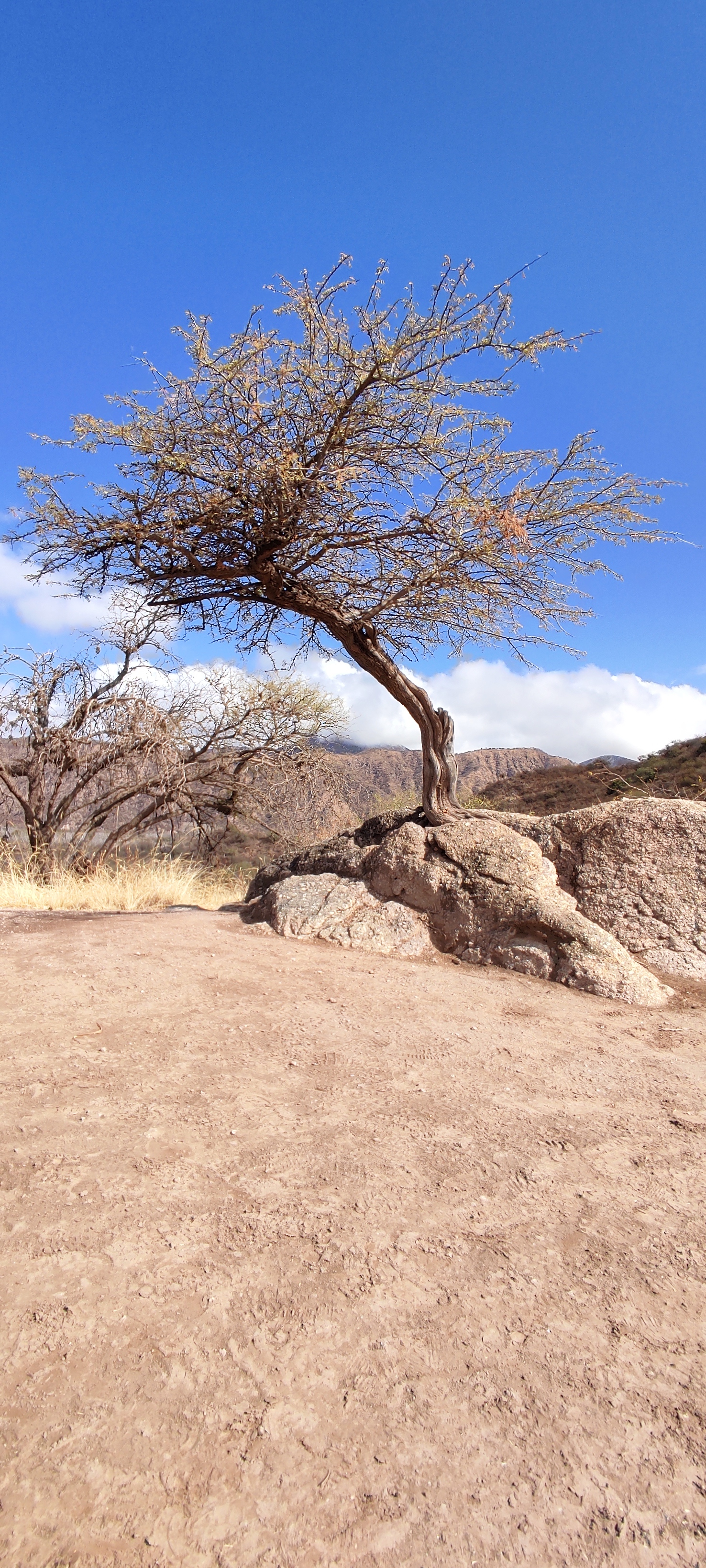
Característico árbol en la cima del Cerro Ceremonial de la Luna

## Sismicidad
La sismicidad de la región de Catamarca es frecuente y de intensidad baja, y un silencio sísmico de terremotos medios a graves cada 30 años en áreas aleatorias. Sus últimas expresiones se produjeron:
- 21 de octubre de 1966 (58 años), a las 12.39 UTC-3 con 5,0 Richter; como en toda localidad sísmica, aún con un silencio sísmico corto, se olvida la historia de otros movimientos sísmicos regionales
- 3 de noviembre de 1973 (51 años), a las 14.17 UTC-3 con 5,8 Richter: además de la gravedad física del fenómeno se unió el olvido de la población a estos eventos recurrentes
- 7 de septiembre de 2004 (20 años), a las 8.53 UTC-3, con una magnitud aproximadamente de 6,5 en la escala de Richter (terremoto de Catamarca de 2004)[9]